# Arxiu sonor
Un arxiu sonor, arxiu d'àudio, o fonoteca, s'encarrega de l'adquisició, la documentació, la classificació, l'accés i la preservació d'objectes auditius en format analògic i digital. Poden desenvolupar-se com a secció d'un conjunt documental més gran, o pot ser en si mateix un fons documental. Un requisit fonamental d'aquest tipus d'arxius és que en el procés de reproducció, la informació gravada sigui reproduïble amb el mateix o el millor estàndard possible amb relació a quan va ser gravat.

## Història

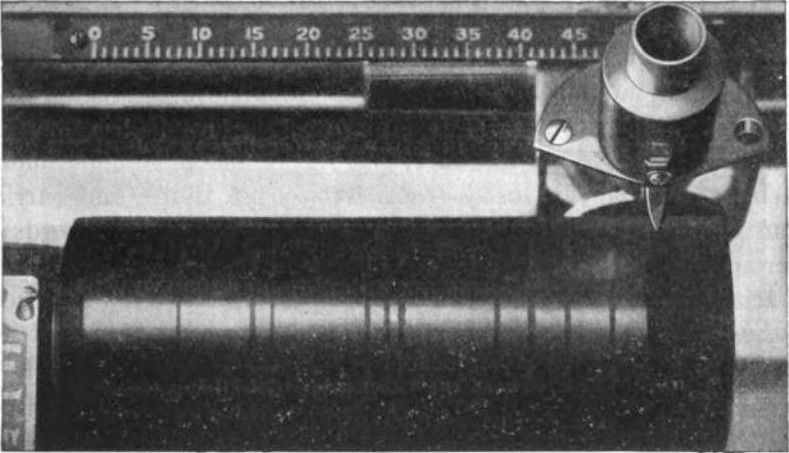
Dictàfon amb cilindre de cera.

### Programmarchiv d'Àustria
La Programmarchiv d'Àustria, fundada l'any 1899 per la Reial Acadèmia de les Ciències i les Arts d'Àustria, és el primer registre sonor i també el més antic. La seva activitat no es va aturar en tot el segle xx. Durant els més de 100 anys d'existència, el fons ha realitzat més de 50 mil registres, que suposen aproximadament unes set mil hores de reproducció continuada. Dins la seva col·lecció trobem material únic i irrepetible com les gravacions musicals i veus de Croàcia, Brasil, l'illa de Lesbos i Grècia, que estan datats a principis de segle. Aquestes col·leccions preservades pertanyen a diverses cultures arreu del món, i en alguns casos són molt rellevants. Concretament la col·lecció històrica del 1899-1959 fou registrada pel Programa Memòria del Món
de la UNESCO el 1999. Entre el material conservat destaquen tres mil fonogrames, cadascun amb diferents aportacions al coneixement de la dialectologia, etnolingüística i etnomusicologia. Podem trobar els registres més antics de Socotra i la Península Aràbiga, datats entre el 1902 i el 1904, l'estudi de l'antropòleg Fèlix M. Exner, sobre la llengua sànscrita, entre el 1904-05 o les gravacions del metge i antropòleg Rudolf Poch de la música tradicional dels nadius de la regió de Papua, Nova Guinea, situat al nord d'Austràlia durant el 1904 i el 1905. També es van enregistrar la música de les tribus de Namíbia i Botswana el 1907-09, així com altres estudis, com el de l'etnòleg Rodolf Trebitsch, que va realitzar unes investigacions dels inuits de Groenlàndia, els pobles celtes i el país basc. Aquestes gravacions contenen poemes, llegendes, histories així com cançons tradicionals, dansa i música instrumental.

### Phonogrammarchiv de Berlin
No gaire lluny d'aquest últim trobem un altre arxiu important, que està inscrit dins el Programa de Memòria del Món del 1999, el Phonogrammarchiv de Berlin, el qual conserva els registres d'àudio més antics del món, datats el 1893, gràcies a les investigacions de Franz Boas. També trobem col·leccions molt famoses de cilindres on es preserven els registres de l'orquestra de teatre Siamese (1900), la companyia japonesa de teatre Kawakami i Sada Yacco (1901), i els hopis músics (1906), l'única col·lecció de cultures musicals enregistrada in situ, per Carl Meinhof a l'Àfrica oriental (1902). Aquesta fonoteca, o arxiu d'àudio, es pot considerar com una de les més importants internacionalment a causa del fet que preserva més de 145 mil gravacions i conté una de les col·leccions de cilindres de cera més importants, amb música tradicional d'arreu del món.

### Altres arxius sonors històrics
Podríem completar la llista de fonoteques històriques del món amb el Phonogrammarchiv de Sant Petersburg, inscrit a la Memòria del Món el 2001. L'arxiu conserva col·leccions històriques entre 1889 i 1955, i el seu fons, amb més de 35 mil gravacions, depèn en gran part de l'Institut de Literatura Russa. Tanmateix és important la creació a Orient dels Arxius de Música Tradicional Xinesa, de l'Institut d'Investigació de la Música, i de l'Acadèmia d'Arts de Beijing. Fa gairebé cinquanta anys que es va començar a crear aquest arxiu sonor, el més important del país, amb una col·lecció única en el tipus de música religiosa, els cants dels monjos, les cançons i les danses tradicionals del Tibet. Amb un fons amb més de quaranta mil discos i una col·lecció de milers de cintes, amb una durada estimada de set mil hores. Va ser inscrit el Programa de Memòria del Món el 1997.

### Els arxius sonors avui dia: la IASA
Avui dia no existeix un organisme internacional regulador d'aquest tipus d'institucions, però sí que hi ha la IASA (International Association of Sound and Audiovisual Archives) establerta el 1969 a Amsterdam. El seu objectiu principal: ser un medi per la cooperació internacional entre els arxius que conserven gravacions i/o registres de documents sonors i audiovisuals.
Amb membres a més de setanta països diferents, l'organització s'estructura en diferents comitès, seccions i grups de treball que són els responsables de desenvolupar les funcions de la IASA. Així trobem dintre d'aquesta: Grup de Treball per l'Organització de Coneixement, el Comitè Discogràfic, el Comitè Tècnic, la secció dels Arxius Nacionals, la secció dels Arxius de Ràdio, la secció dels Arxius d'Investigació i el Comitè de Formació i Educació. És important conèixer aquest tipus d'organitzacions però també és molt important conèixer els actors, és a dir, les persones que hi treballen dins d'aquest tipus d'organitzacions.

## Actors
Dins dels arxius sonors trobem diversos actors i agents que compleixen funcions diferents. Tot i això aquestes funcions, desenvolupades per un individu en singular o per un grup, són múltiples i compatibles entre si. D'aquesta manera es crea una xarxa social de relacions que fa possible l'existència dels arxius:
- Creadors de continguts: Són les persones que van registrar a posteriori el material en qüestió. Hi ha autors, compositors, cantants, músics, emissors de programes, restauradors. Són els que tenen la titularitat dels drets d'autor sobre l'objecte.
- Intèrprets: l'individu o el grup dels quals van enregistrar el so, les imatges i els moviments.
- Gravadors (Recordists): Aquells qui transmeten les gravacions sonores en un mitjà de comunicació específic. S'inclouen, per exemple, els enginyers o tècnics en un estudi de gravació i els col·leccionistes de gravacions de camp.
- Propietaris intel·lectuals de l'obra (intelectual property owners): individuals, comunitats, organitzacions i empreses que tenen els drets sobre l'obra original i les seves còpies. Aquest inclouen els creadors de contingut, els subjectes o la seva comunitat o els seus hereus legals.
- Depositaris: individuals, grups, corporacions o institucions on es dipositen les gravacions formant un fons.
- Arxivers: individus i propietaris dels arxius que organitzen la col·lecció i faciliten l'accés a ells.
- Tècnics: especialistes que es poden trobar als arxius o als serveis dels arxius. S'encarreguen de la conservació i preservació dels materials, sigui analògic o digital. A més són els responsables de la conversió de formats i de la transmissió d'un mitjà de comunicació a un altre.
- Usuaris: individu o grups que tenen accés a la col·lecció conservada als arxius.

Aquests actors es relacionen vinculats a les gravacions audiovisuals i la informació que generen. A cadascun dels actors li corresponen uns principis ètics, portats a terme a diferents processos dintre d'un arxiu sonor. Aquests principis ètics giren al voltant de l'adquisició, la documentació, la classificació, l'accés i la conservació del material enregistrat. La IASA considera que els artistes, els creadors de contingut, propietaris dels drets intel·lectuals, gravadors, depositaris, arxivers, tècnics i tots els usuaris tenen diferents obligacions ètiques respecte a les col·leccions d'arxius sonors i audiovisuals. Per tant, els arxius sonors i els audiovisuals hauran d'observar els principis ètics de les institucions patrimonials (museus, arxius i biblioteques entre altres) que s'apliquen a la seva col·lecció i que són vàlids per tota la comunitat.

## Recomanacions de la IASA

### Adquisició
El fons dels arxius sonors i audiovisuals tenen diversos productors. Les formes de creació de fons també són diverses, el desenvolupament d'una col·lecció es pot donar a partir d'adquisicions, de donacions, de dipòsit legal o per activitats pròpies com el registre. En alguns tipus d'arxius audiovisuals específics, com arxius nacionals de so o seccions audiovisuals d'altres institucions culturals, una gran part del fons prové d'un altre individu o institució. En d'altres, com arxius de difusió o arxius d'investigació, són preservats els registres realitzats per la institució en qüestió o per l'organisme administrador.

### Processament i conservació
La conservació a llarg termini dels documents sonors i audiovisuals requereix unes competències específiques i d'una infraestructura adient, en gran part perquè el manteniment d'aquest tipus de suports genera costos molt elevats. Per aquest motiu abans d'acceptar els documents sonors i audiovisuals per la conservació, l'organisme dipositari haurà de verificar si té suficient personal qualificat, una infraestructura adequada i els mitjans econòmics per assegurar la pervivència del document. A més si no hi ha cap obligació legal de mantenir un conjunt documental en la seva totalitat, la IASA instarà a realitzar un procés d'avaluació, selecció i classificació del fons documental.